# 天空花園線
天空花園線（英語：Skypark Link）是馬來亞鐵道所屬由馬來西亞吉隆坡市中心往返蘇丹阿都阿兹沙機場（舊稱梳邦機場）之間的特快列車服務。該線是大吉隆坡/巴生谷綜合交通系統的一部分，路線編號為10號，識別色為棕色。本線與巴生港線共軌，通過梳邦再也站之後轉往終端站天空花園航站樓站。巴生港線列車靠停在吉隆坡中央車站至梳邦再也站之間的所有車站，而天空花園線只有停靠吉隆坡中央車站、梳邦再也站與新增的3個車站。这条线路将于2018年5月1日投入运作，起初提供一个月免费搭乘，截至2018年8月此项服务依然提供免费搭乘直到2019年1月1日为止。這條路線也是馬來西亞第2個提供机场快速鐵路服務的機場（第1個機場為吉隆坡國際機場有吉隆坡機場快鐵和吉隆坡機場支線提供服務）。目前该路线在2023年2月15日起因客流量低而暂停服务。

## 背景

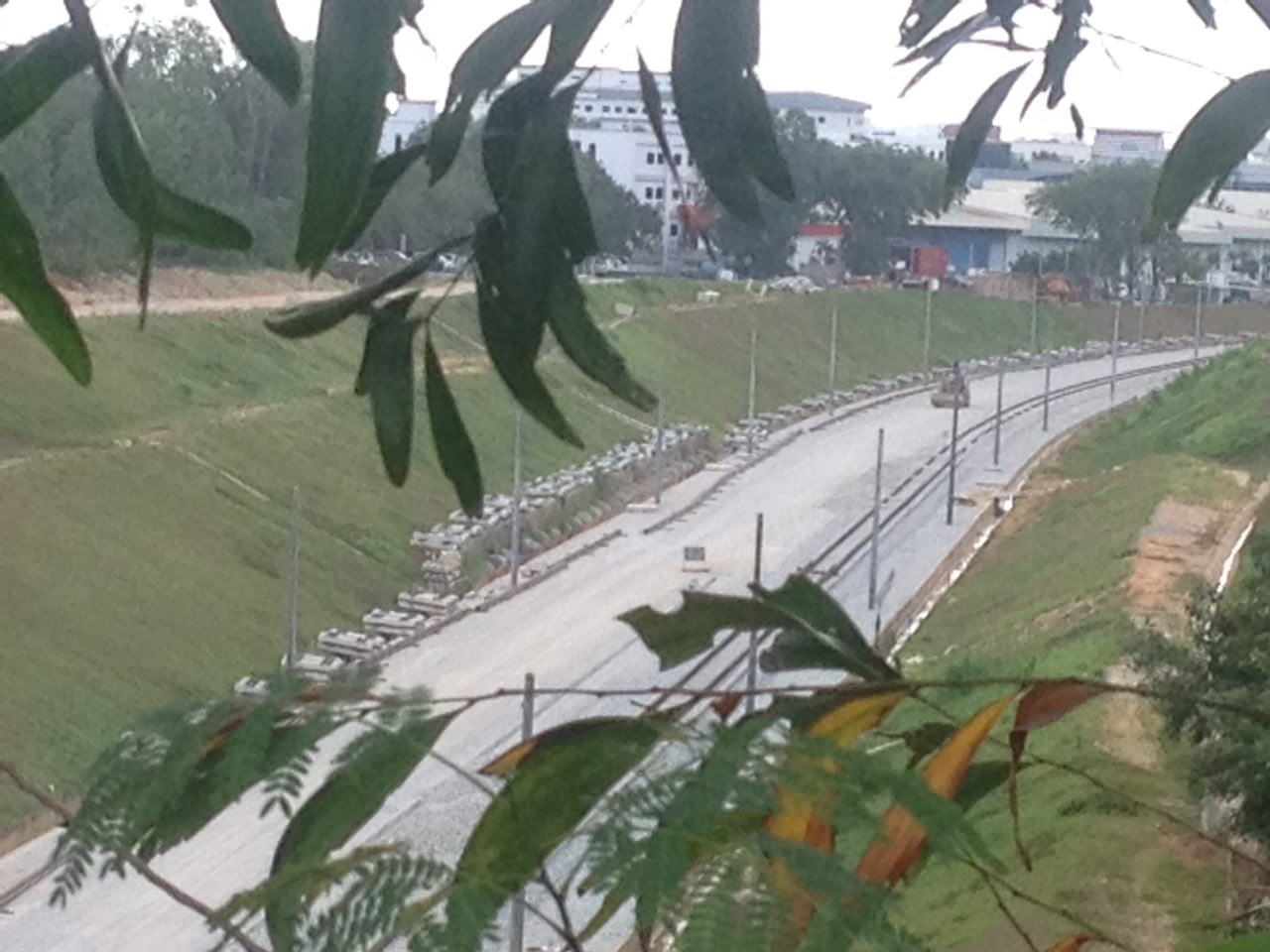
格林玛丽格再也道段正在進行的鐵路興建工程

天空花園線是由馬來西亞交通部出資興建蘇丹阿都阿兹沙機場3號航站樓（天空花園航站樓）連接外部鐵路路網之電氣化雙軌鐵路，目的是為了減輕公路交通負擔、提供旅客快捷便利到離機場的運輸工具並為蘇丹阿都阿兹沙機場的工作人員提供服務。總值5.21億令吉的鐵路於2011年9月決定興建並於2012年開始興建，原本預計在2016年可以完工，但後來展延至2017年6月，最後訂於2018年5月1日啟用通車。
天空花園線興建計畫由2個區段鐵道組成：第1個區段是改建梳邦再也站至斯里梳邦站由馬來西亞國家石油公司鋪設4.09公里的燃料運輸鐵路，第2個區段為新建由斯里梳邦站沿著白沙羅河保護區終點在蘇丹阿都阿兹沙機場附近的停車場長度為4.067公里高架鐵路，全線皆為電氣化雙軌鐵路。
電氣化雙軌計畫（EDTP）下此线包括2個阶段。其中第1阶段由梳邦再也站至天空花園航站樓站段，由Skypark Link-Lion Pacific公司承建，第2阶段则将会从天空花園航站樓站到雙溪毛糯与布城线交汇。東海岸鐵路線（ECRL）項目第2階段已經由Skypark公司開始建設由雙文丹到巴生港的海關路站軌道及周邊工程，主要供貨物運輸服務，作為布城線的替代線路，现阶段暂时未开始。

## 概覽
天空花園線使用4組翻新的马来亚铁道83型电力动车组。為了與巴生港線的列車區別，將原本巴生港線列車藍色和黃色的塗裝變更為灰色和橙色，預計每辆列車最多可以搭乘300名乘客。列车抵达吉隆坡中央车站时将于第三站台停靠。
- 距離：吉隆坡中央車站至天空花園航站樓站（英语：Terminal Skypark Komuter station）共24公里
- 時間： 26分鐘
- 發車間隔： 客流尖峰時段每小时一班
- 發車時間：

吉隆坡中央車站
首班車：06：00
末班車：00：00
天空花園航站樓站
首班車：06：00
末班車：00：00

### 車站

天空花园线路线图，其中原巴生港线沿途车站也可在图中找到

下表列出天空花園線停靠站，以地理位置由東向西排列：
| 车站编号  | 中文站名         | 馬來文站名                       | 站台形式 | 備註 |
| --------- | ---------------- | -------------------------------- | -------- | --- |
| KA01 KS01 | 吉隆坡中央車站   | KL Sentral                       | 側式     | 站內可轉乘 ETS 電動列車服務、1 芙蓉线、2 巴生港线、5 格拉那再也线 站外步行可轉乘8 吉隆坡单轨列车和9 加影线（国家博物馆站） |
| KD09 KS02 | 梳邦再也站       | Subang Jaya station              | 側式     | 站內可轉乘2 巴生港线及5 格拉那再也线                                                                                       |
|           | 格林瑪麗站（KTM) | Glenmarie Komuter station        | 側式     | 未来规划车站 |
|           | 斯里梳邦站       | Sri Subang Komuter station       | 側式     | 未来规划车站 |
| KS03      | 天空花園航站樓站 | Terminal Skypark Komuter station | 側式     | 步行可到達蘇丹阿都阿茲沙機場                                                                                               |

## 參见
- KTM通勤鐵路
  - 巴生港線
  - 芙蓉線